# پل گودمن
پل گودمن (انگلیسی: Paul Goodman; ۹ سپتامبر ۱۹۱۱ – ۲ اوت ۱۹۷۲) رمان‌نویس، نمایشنامه نویس، شاعر، منتقد ادبی و روانپزشک اهل ایالات متحده آمریکا بود. گرچه اغلب او بیشتر به عنوان فیلسوف منتقد و یک جامعه‌شناس شناخته می‌شود. او در سال ۱۹۶۴ از ادامه حضور در کالج تجربی در ایالت سانفرانسیسکو بازماند و در واقع گفت که او نمی‌تواند جامعه‌شناسی را ادامه دهد، زیرا اغلب بی خواب بود.

## فعالیت‌ها
گودمن، نویسنده ده‌ها کتاب از جمله Growing Up Absurd و انجمن دانشمندان، فعال چپ در دهه ۱۹۶۰ و الهام بخش دانشجویان در آن دهه بود. او یکی از بنیان‌گذاران گشتالت درمانی در دهه ۱۹۴۰ و ۱۹۵۰ بود.